# Ceratocentrus spinicornis
Ceratocentrus spinicornis är en skalbaggsart som först beskrevs av Fabricius 1793.  Ceratocentrus spinicornis ingår i släktet Ceratocentrus och familjen långhorningar.
Artens utbredningsområde är:
- Angola.
- Gabon.
- Bioko.
- Ghana.
- Kenya.
- Liberia.
- Malawi.
- Nigeria.
- Senegal.
- Sierra Leone.
- Togo.

Inga underarter finns listade i Catalogue of Life.